# در کشور من
در کشور من (به انگلیسی: In My Country) فیلمی است محصول سال ۲۰۰۴ و به کارگردانی جان بورمن است. در این فیلم بازیگرانی همچون ساموئل ال. جکسون، ژولیت بینوش، برندن گلیسون ، لانگلی کرک‌وود، چارلی بورمن ایفای نقش کرده‌اند.